# Mirigalja
Mirigalja (románul: Mirigioaia) falu Romániában, Maros megyében.

## Története
Görgényhodák község része. A trianoni békeszerződésig Maros-Torda vármegye Régeni felső járásához tartozott.

## Népessége
2002-ben 34 lakosa volt, ebből 34 román nemzetiségű.

## Vallások
A falu lakói közül 31-en ortodox, 3-an adventista hitűek.